# 1822 في المملكة المتحدة
فيما يلي قوائم الأحداث التي وقعت خلال عام 1822 في المملكة المتحدة.

## سياسة

### تعيين في المنصب
- 13 سبتمبر – جورج كانينغ وزير الدولة للشؤون الخارجية وشؤون الكومنولث [الإنجليزية]‏، زعيم مجلس العموم [الإنجليزية]‏.

### انتهاء فترة المنصب
- 17 يناير – هنري أدينغتون وزير الدولة للشؤون الداخلية [الإنجليزية]‏.

## مواليد

### يناير
- 28 يناير – ألكسندر ماكينزي[1]

### فبراير
- 16 فبراير – جيمس طومسون مهندس بريطاني.[2]
- 16 فبراير – فرانسيس غالتون[3]

### أبريل
- 19 أبريل – إدوارد أكسفورد
- 25 أبريل – جورج فرنتش أنغس[4]

### أكتوبر
- 7 أكتوبر – فرانسيس فريث[5]

### ديسمبر
- 24 ديسمبر – ماثيو أرنولد[6]

## وفيات

### مارس
- 9 مارس – إدوارد دانيال كلارك (مواليد 1769)[7]

### يوليو
- 8 يوليو – بيرسي بيش شيلي (مواليد 1792)[8]

### سبتمبر
- 15 سبتمبر – وليام جاك (مواليد 1795)

### ديسمبر
- 7 ديسمبر – جون أيكين (مواليد 1747)[9]